# 카필라
카필라(산스크리트어: कपिल, 기원전 7세기-6세기) 또는 차크라다누스는 힌두교 전통에서 베다 현자로 여겨지며, 힌두 철학의 상키야 학파를 창시한 것으로 간주된다.
그의 붓다와 불교에 대한 영향은 오랫동안 학문적 연구의 대상이 되어 왔다. 정통 불교도들은 설일체유부가 상키야 학파 철학에 크게 영향을 받았다고 비난해 왔다.
브라흐마 푸라나에 따르면, 카필라는 비슈누의 아바타라로 묘사된다: "바가반 나라야나는 우리 모두를 보호할 것이다. 우주의 주님은 이제 카필라차리야로 세상에 태어나셨다."
힌두교와 자이나교의 많은 역사적 인물, 신화적 인물, 인도 종교의 순례지, 그리고 고대 소의 품종은 카필라의 이름을 따거나 그의 이름을 공유한다.

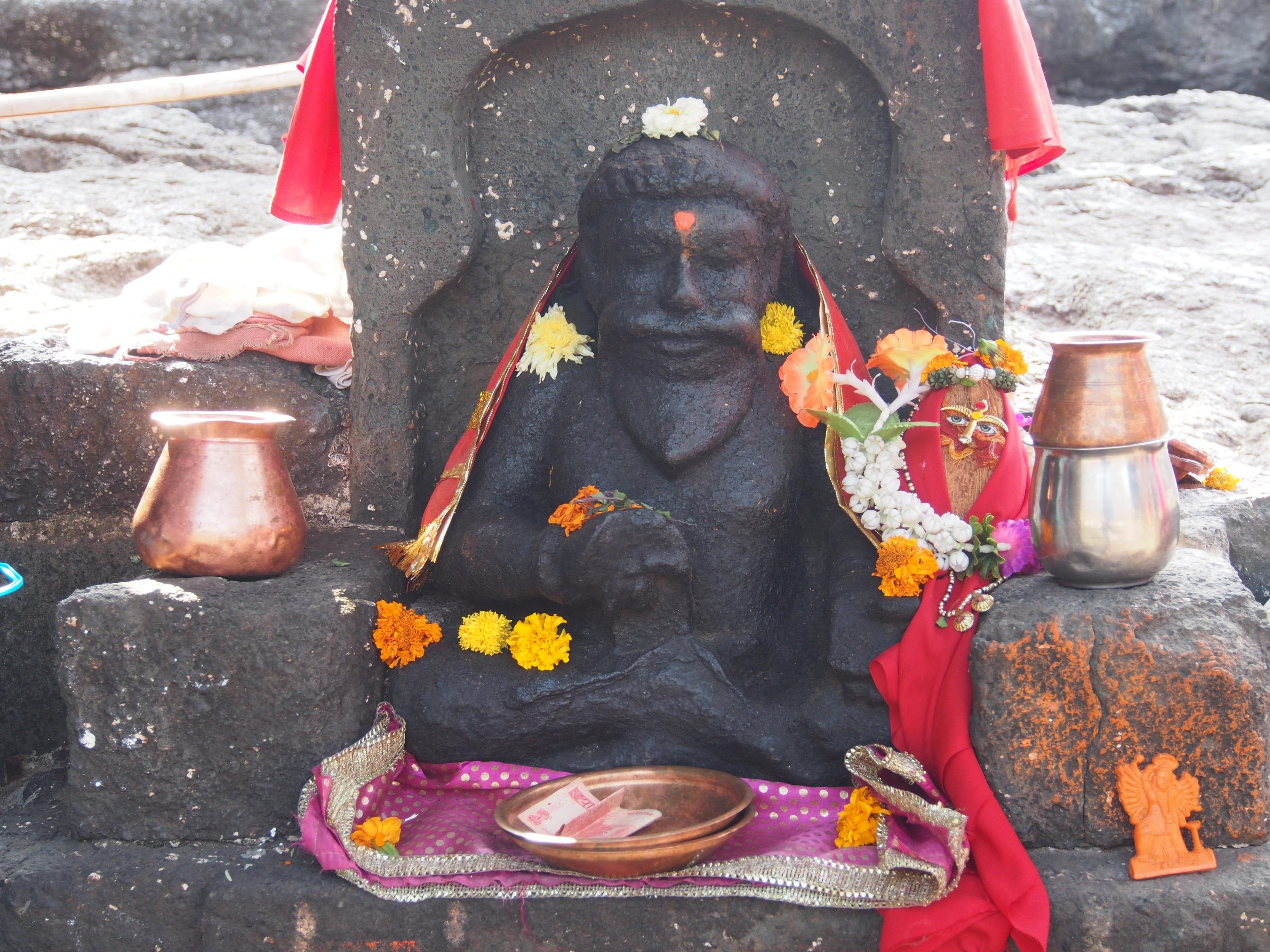
나시크의 카필라 마하리시 동상

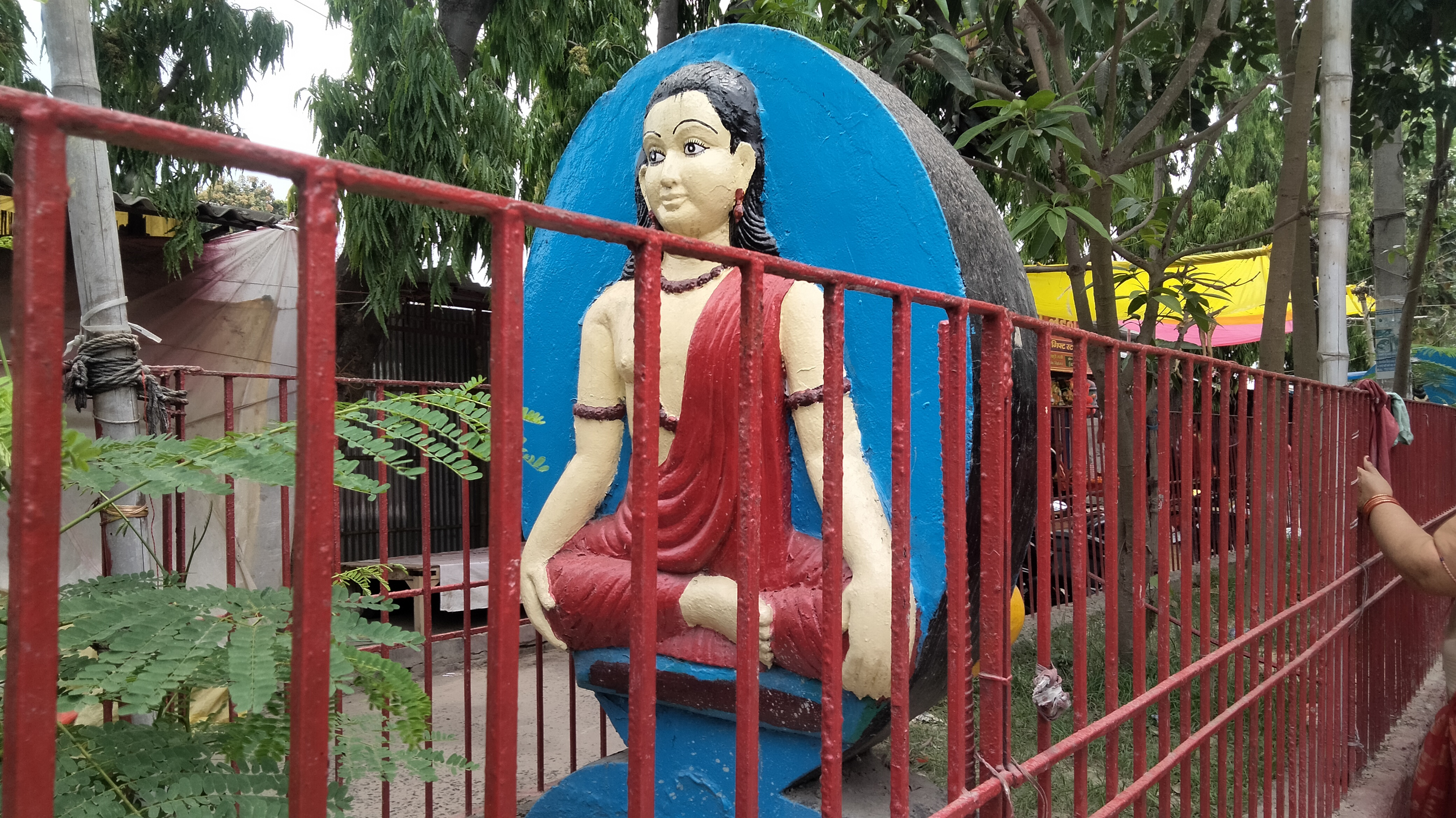
비하르주 미틸라 지역 베니파티 마을 근처 우차이트 바가와티 만디르 단지 입구에 있는 현자 카필라 기념 동상

## 생애
카필라라는 이름은 많은 경전에 나타나며, 이 이름들은 서로 다른 인물들을 가리킬 가능성이 있다. 가장 유명한 언급은 현자 카필라와 그의 제자 아수리에 대한 것으로, 인도 전통에서 이들은 힌두 철학의 상키야 학파의 첫 스승으로 여겨진다. 그가 붓다보다 앞서 활동했지만, 그가 어느 세기에 살았는지는 불분명하며, 일부는 기원전 6세기라고 주장한다. 다른 이들은 그를 기원전 7세기에 살았다고 본다. 이는 그를 베다 시대 후기(기원전 1500년 ~ 기원전 500년)에 배치하며, 그는 베다 현자로 불려왔다.
카필라는 상키야의 이원론적 철학을 격언적으로 제시하는 영향력 있는 수트라인 상키야 수트라(카필라 수트라라고도 함)의 저자로 알려져 있다. 이 수트라들은 상키야카리카라는 힌두교의 다른 잘 연구된 문헌에서 설명되었다. 그의 상키야 철학 외에도, 그는 마하바라타에서 아힘사 (비폭력)의 원리를 설명하고 옹호하는 등 힌두 경전의 많은 대화에 등장한다.

## 힌두교
카필라는 현자 카르다마와 데바후티의 열 번째 자녀이다. 카르다마는 나라야나로부터 자신이 아들로 태어날 것이라는 축복을 받았다. 이를 이룬 후 카르다마는 고행과 연구 및 베다 연구를 위해 숲으로 떠나기를 원했다. 카르다마에게는 매우 학식 있는 아홉 딸이 있었고, 이들은 고대 인도 역사에 언급된 위대한 현자들과 결혼했다.^ 

### 베다 경전
리그베다 X.27.16에는 카필라(daśānām ekam kapilam)가 언급되어 있으며, 14세기 베다 주석가 사야나는 이를 현자를 지칭하는 것으로 생각했지만, 1951년 차크라바르티와 1987년 라슨은 이 견해를 신뢰할 수 없다고 보았다. 차크라바르티는 이 단어가 마루트 중 하나를 지칭한다고 제안했고, 라슨과 바타차리야는 해당 구절의 kapilam이 "황갈색" 또는 "붉은 갈색"을 의미한다고 진술했다. 그리피스 또한 그렇게 번역했다.
야주르베다 샤카(학파)에 대한 샤타피타카 시리즈(이 시리즈는 기원전 1200년에서 1000년 사이에 작성된 것으로 추정된다)에서 아리아바르타에 위치한 카필라 샤카(Kapila Śākhā, 카필라 학파)를 언급하고 있는데, 이는 어떤 한 야주르베다 학파가 카필라의 이름을 따서 명명되었음을 시사한다. "카필라의 부족"을 의미하는 카필레야(Kapileya)라는 용어가 아이타레야 브라마나 VII.17에 나타나지만, 원래의 카필라에 대한 정보는 제공하지 않는다. 아타르바베다의 파리시스타(추록)(XI.III.3.4에서)에서는 헌주 의식에서 타르파나(tarpana, 제의 봉헌물)를 바칠 대상으로 카필라, 아수리, 판차시카를 언급하고 있다. 라슨에 따르면, 슈베타슈바타라 우파니샤드 5.2절에는 상키야(Samkhya)와 카필라라는 용어가 모두 나타나는데, "ṛṣiṃ prasūtaṃ kapilam ... tam agre.."라는 구절을 고려할 때 카필라라는 낱말은 "선견자"(seer = rishi, 리시)를 의미할 뿐만 아니라 색깔도 의미한다. 슈베타슈바타라 우파니샤드의 다른 구절들과 비교할 때 카필라는 아마도 루드라(Rudra)와 히란야가르바(Hiranyagarbha, 황금알, 통상적으로 브라흐마)를 가리킨다. 그러나 막스 뮐러의 견해에 따르면, 히란야가르바는 해당 우파니샤드의 취지에 따라 그 지칭 대상이 달라지는데  이 문맥에서는 카필라를 뜻하는 것으로,  그가 상키야 체계를 만들었으며 그가 만든 철학 체계를 귀하게 여기고 존중하는 차원에서 나중에 카필라를 히란야가르바(브라흐마 = 창조신)와 연결짓는 데 사용된 것이다. 달리 말해, 막스 뮐러에 따르면, 상키야 체계는 너무나 뛰어난 철학으로 신적인 능력을 가진 이에 의해 창시된 것이라고 아주 높이 칭송할 만하다는 취지에서 히란야가르바(브라흐마 = 창조신)라는 낱말이 사용된 것이다.

### 푸라나
조지 윌리엄스는 카필라가 서사시와 푸라나가 편찬되기 훨씬 이전에 살았으며, 그의 이름은 여러 후기 신화에 통합되었다고 말한다.
- 고행자이자 잠자는 비슈누로서: 브라흐마 푸라나에서 사악한 왕 베나가 베다를 버리고 자신이 다르마의 유일한 창조자라고 선언하며 모든 의로움의 한계를 어겼을 때. 또한 카필라가 우타르프라데시주 곤다 지구 사르유강 유역 근처 마항구푸르 마을에서 태어난 비슈누 신의 5번째 화신이라고 믿어진다.[26] 베나가 죽자, 카필라는 은자들에게 베나의 허벅지를 휘저으라고 조언했고, 거기서 니샤다족이 나왔으며, 그의 오른손에서는 프리투가 나와 다시 땅을 비옥하게 만들었다. 카필라와 은자들은 강이 만나는 성지 카필라상가마로 갔다.[27] 브라흐마 푸라나는 또한 카필라를 사가라 왕의 6만 아들이 아슈바메다 말을 찾다가 카필라의 모습으로 잠든 비슈누를 방해한 맥락에서 언급한다. 비슈누는 깨어나 그의 눈에서 나오는 빛으로 사가라의 아들 중 네 명을 제외한 모든 아들을 재로 만들었고, 몇몇 생존자만이 가문의 혈통을 이어갈 수 있었다.[28] 사가라의 아들은 딜리파 왕이고 그의 손자는 바기라타이다. 그의 스승 트리탈라의 조언에 따라, 바기라타는 강가를 기쁘게 하고 성자 카필라의 저주에서 그의 6만 증조부모를 해방시키기 위해 천 년(신들의 시간표에 따르면) 동안 고행을 했다.
- 비슈누의 화신으로서: 나라다 푸라나는 두 명의 카필라를 열거하는데, 한 명은 브라흐마의 화신이고 다른 한 명은 비슈누의 화신이다. 바가바타 푸라나, 브라흐만다 푸라나, 비슈누 푸라나, 파드마 푸라나, 스칸다 푸라나, 나라다 푸라나와 발미키 라마야나는 카필라가 비슈누의 화신이라고 언급한다. 파드마 푸라나와 스칸다 푸라나는 그가 진정한 지식을 전파하기 위해 지상으로 내려온 비슈누 자신이라고 단정적으로 말한다. 바가바타 푸라나는 그를 베다가르바 비슈누라고 부른다. 비슈누 사하스라나마는 카필라를 비슈누의 이름 중 하나로 언급한다. 비그야나비크슈는 그의 상키야수트라 주석에서 상키야 학파의 창시자인 카필라가 비슈누라고 언급한다. 제이콥센은 베다의 카필라, 슈라마나 전통 및 마하바라타의 카필라가 상키야의 창시자인 카필라와 동일 인물이며, 이 인물은 힌두 경전에서 비슈누의 화신으로 간주된다고 제안한다.[29]
- 카르다마 무니의 아들로서: 바가바타 푸라나 제3권[30][31]은 카필라가 카르다마 프라자파티와 그의 아내 데바후티의 아들이라고 명시한다. 카르다마는 브라흐마의 그림자인 차야로부터 태어난다. 브라흐마는 카르다마에게 자식을 낳으라고 요청하고, 카르다마는 사라스바티강가로 가서 고행을 수행하며 비슈누를 시각화하고, 비슈누는 마누의 아들인 마누가 그의 아내 샤타루파와 함께 딸 데바후티를 위한 신랑을 찾아 그곳에 도착할 것이라고 말한다. 비슈누는 카르다마에게 데바후티와 결혼하라고 조언하고, 카르다마에게 자신이 그의 아들로 태어날 것이라고 축복한다. 카필라가 유일한 아들 외에 카르다마와 데바후티에게는 칼라, 아누수야, 슈라다, 하비르부, 가티, 크리야, 카야티, 아룬다티, 샨티 등 아홉 딸이 있었고, 이들은 각각 마리치, 아트리, 앙기라스, 풀라스티아, 풀라하, 크라투, 브리구, 바시슈타, 아타르반과 결혼했다. H.H. 윌슨은 바가바타가 카르다마와 그들의 아들 카필라에 대한 긴 전설을 소개하기 위해 데바후티라는 세 번째 딸을 추가했으며, 이 내용은 다른 곳에서는 찾을 수 없다고 언급한다.[32] 다니엘 셰리단은 푸라나의 편집자가 카필라를 지존신 비슈누의 화신으로 묘사했으며, 이는 카필라의 상키야에 대한 전통적인 존경심과 연결하여 푸라나의 가르침을 강화하기 위함이라고 설명한다.[30] 바가바타 푸라나에서 카필라는 그의 어머니 데바후티에게 요가와 유신론적 이원론의 철학을 제시한다.[30] 카필라의 상키야는 바가바타 푸라나 제11권에서 우다바에게 크리슈나를 통해 묘사되는데, 이 구절은 "우다바 기타"라고도 알려져 있다.[30]
- 카샤파의 아들로서: 마츠야 푸라나는 카필라를 다크샤 프라자파티의 딸인 그의 아내 다누에게서 난 카샤파의 아들로 언급한다. 카필라는 다누의 100명의 아들 중 한 명이며, 비슈누 푸라나에 언급된 다른 아들들(카필라의 형제들)로는 드비무르다, 샹카라, 아요무카, 샹쿠시라스, 삼바라, 에카차크라, 타라카, 브리샤파르반, 스바르바누, 풀로만, 비프라치티 및 다른 다나바들이 있다.[33]
- 비타타 또는 바라드와자의 아들로서: 브라흐마 푸라나[34]와 하리밤사[35]에서 카필라는 비타타의 아들이다. 다니엘루는 비타타를 부정확성으로 번역한다.[35] 윌슨은 바라드와자도 비타타(무익한)라고 불린다고 언급한다.[34] 반면, 그는 바라타에게 입양되었다. 비슈누 푸라나는 바반마뉴가 비타타의 아들이라고 언급하지만, 브라흐마 푸라나와 하리밤사는 이 부분을 생략하고 수호트라, 아누호트라, 가야, 가르가, 그리고 카필라를 비타타의 아들로 만든다.[34] 브라흐마 푸라나는 비타타가 바라드와자의 아들이라고 말함으로써 다른 푸라나와 다르다. 바라타의 죽음 이후, 바라드와자는 숲으로 떠나기 전에 비타타를 왕으로 즉위시켰다.[36]

### 다르마수트라 및 기타 경전
비폭력
내 쪽에서 모든 살아있는 존재에게 두려움이 없기를,

스와하!
프랄라다의 아들로서: 바우다야나 다르마수트라는 바이카나사를 위한 규정을 정하는 장에서 아수라 카필라가 프랄라다의 아들이라고 언급한다. 바우다야나 그리햐수트라의 제IV.16절은 카필라를 금욕적인 삶의 규칙을 정한 인물로 언급한다. 바우다야나 다르마수트라에서 카필라는 네 가지 아슈라마 단계(브라마차리야, 그리하스타, 바나프라스타, 산야사)를 만들고, 은자가 말, 생각, 행동으로 어떤 생명체도 해치지 않아야 한다고 제안한 것으로 알려져 있다. 그는 베다의 희생과 의식을 포기하고 대신 브라흐만에 대한 은자의 애착을 위한 규칙을 만들었다고 한다. 마하바라타와 같은 다른 힌두 경전에서 카필라는 희생에 반대하고 비폭력과 동물에 대한 잔인함의 종식을 주장하는 현자로 다시 등장하는데, 희생이 동물에게 이로웠다면 논리적으로 희생하는 가족도 비슷한 죽음으로 이로울 것이라는 주장을 펼친다. 차투르베디에 따르면, 카주라호 사원 비문 연구에서 초기 상키야 철학자들은 여성 교사들의 제자였을 가능성이 있다.

### 아가마의 형상
카필라의 형상은 수염을 기르고, 파드마사나 자세로 눈을 감고 디야나 상태를 나타내며, 머리 주위에 자타-만달라를 두르고, 호흡 조절에 매우 능숙함을 나타내는 높은 어깨를 가진 모습으로 묘사된다. 사슴 가죽을 두르고, 야그뇨파비타를 착용하며, 옆에 카만달루를 두고, 한 손은 교차된 다리 앞에 놓여 있고, 발에는 연꽃 윤곽과 유사한 선이 그려져 있다. 이 카필라는 상키야 학파의 창시자인 카필라와 동일시된다. 반면 바이카나사사가마는 다소 다른 묘사를 제공한다. 바이카나사사가마는 카필라를 아바라나데바타로 배치하고, 첫 번째 아바라나의 남동쪽 모퉁이를 할당한다. 베다의 화신으로서 그의 형상은 동쪽을 바라보며 8개의 팔을 가지고 앉아 있는데, 이 중 오른쪽의 4개는 아바야 무드라를 취하고 다른 3개는 차크라, 카드그라, 할라를 들고 있어야 한다. 왼쪽 팔 하나는 카트야바르람비타 자세로 허리에 얹고 다른 3개는 샹카, 파샤, 단다를 들고 있어야 한다.

### 기타 설명
- 카필라라는 이름은 때때로 바수데바의 별칭으로 사용되기도 하며, 바수데바가 카필라라는 곳에서 화신으로 나타났음을 의미한다.[43]
- 프라듐나는 세상의 영향에 대한 욕망에서 벗어났을 때 카필라의 형상을 취했다.[42]
- 카필라는 디크팔라 중 한 명으로, 다른 여섯 명은 다르마, 칼라, 바수, 바수키, 아난타이다.
- 기원후 5세기 자야크샤 삼히타는 카슈미르의 차투르무카 비슈누를 언급하며, 바라하, 나라심하, 카필라가 동물 형태를 띠고 그들 앞에 나타난 아수라들을 물리쳤다고 말한다. 나라심하와 바라하는 각각 비슈누와 카필라의 화신으로 가정된다.[44]
- 바마나 푸라나에서 야크샤는 카필라가 카샤 계급의 배우자 케시니와 함께 낳은 자식들이다. 그러나 서사시들은 야크샤의 기원을 우주 알이나 현자 풀라스티아에게 돌리며, 다른 푸라나들은 카샤파를 그의 배우자 비슈바 또는 카샤와 함께 야크샤의 선조로 상정한다.[45]
- 일부 푸라나에서는 카필라가 여성, 즉 카샤의 딸이자 라크샤시로 언급되기도 하며, 그녀의 이름을 따서 카필레야 가나가 생겼다.[46] 마하바라타에서 카필라는 닥샤의 딸이며[note 9] 카샤파와 결혼하여 브라흐마나, 소, 간다르바, 압사라스를 낳았다.[47]
- 카필라는 위대한 스승이었을 뿐만 아니라, 그가 사는 곳마다 바불(아카시아) 나무 주변에 시간을 보내는 원예를 취미로 삼았다.

### 카필라 데바후티 삼바다

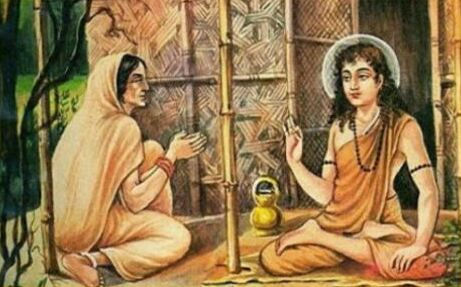

카필라-데바후티 삼바다는 상키야 학파 철학의 기반이 된다. 스리 크리슈나는 마하바라타 전쟁 중 바가바드 기타 제2장인 상키야 요가에서 아르준과의 대화 도중 이 개념을 간략하게 언급했으며, 카필라는 이로 인해 잘 알려져 있다. 카필라-데바후티 삼바다는 대략 "카필라와 데바후티의 논의"로 번역되며, 자신을 효과적으로 제어하고 진정으로 자신의 주인이 되는 방법에 대한 주제를 다룬다. 카필라-데바후티 삼바다는 데바후티가 딜레마를 안고 카필라에게 접근하는 경전이다. 그녀는 자신의 다섯 감각을 만족시키는 것에 지쳤다고 말한다. 그녀는 평생 동안 이 감각들에 굴복했지만, 결코 만족하지 못했다고 진술한다. 카필라는 그녀의 마음을 편안하게 하고 내면의 평화를 주기 위해 상키야 학파 철학을 설명한다. 이 논의는 질문과 답변 형식으로 진행된다. 이는 슈리마드 바가바타 푸라나 제3권에 자세히 언급되어 있다.

## 자이나교
라슨과 바타차리야에 따르면 카필라는 우타라드야야나수트라 제8장에 언급되어 있으며, 시적인 구절들의 담론이 카빌리암, 즉 "카필라의 구절들"로 명명되어 있다.
카필라라는 이름은 자이나 경전에도 등장한다. 예를 들어, 12세기 헤마찬드라의 자이나교 장로들에 대한 서사시에서 카필라는 난다 왕조 시대에 자이나교로 개종한 브라만으로 등장한다.
그나타다르마카타에 따르면, 카필라는 크리슈나와 다타키칸다의 바수데바와 동시대 인물이다. 이 경전은 또한 그들 둘 다 함께 그들의 샹카 (소라 껍질)를 불었다고 언급한다.

## 불교
자타카와 같은 불교 문헌은 붓다가 그의 전생 중 하나에서 카필라였다고 명시한다.
학자들은 오랫동안 카필라와 붓다의 가르침을 비교하고 연관시켜 왔다. 예를 들어, 막스 뮐러는 다음과 같이 서술하였다.

의심할 바 없이 붓다는 카필라뿐만 아니라 모든 힌두 철학자들과 공통적으로 공유하는 특정한 사상들을 가졌다. (...) 붓다와 카필라 모두 무신론자라고 말해져 왔으며 그리고 붓다가 자신의 무신론을 카필라로부터 빌려온 것이라고 말해져 왔다. 그런데 무신론이라는 낱말은 불확실한 용어이며 매우 다른 의미를 가질 수 있다. 어떤 의미에서는 모든 인도 철학자들이 무신론자였다. 그들 모두는 대중들이 믿는 신들이 지고의 존재(절대 존재, 존재 전체의 근원, 즉 브라흐만)에 속하는 속성을 가졌다고 말할 수 없다는 것을 인식하고 있었기 때문이다. (...) 카필라가 무신론자였다고 비난받을 때, 그는 절대 존재의 존재를 부정했다고 비난받는 것이 아니다. 그는 이슈바라(개인이 신봉하는 신 = 대중들이 믿는 신 = 개념으로 한계 지운 신 = 만들어진 신)의 존재를 부정했다고 비난받는 것이다.
— 막스 뮐러 외, Studies in Buddhism

막스 뮐러는 더 오래된 카필라의 가르침과 붓다 사이의 연관성이 과장될 수 있다고 말한다. 이러한 혼동은 쉽다고 뮐러는 덧붙인다. 왜냐하면 카필라의 고전적인 상키야 수트라의 첫 번째 수트라인 "세 가지 종류의 고통의 완전한 소멸은 인간의 가장 높은 목표이다"라는 구절이 붓다의 자연스러운 영감이 된 것처럼 들리기 때문이다. 그러나 뮐러는 이를 달성하는 방법에 대한 카필라와 붓다의 가르침은 매우 다르다고 덧붙인다.
불교 예술은 종종 베다 신들을 묘사하기 때문에, 불교 사원 내에서 아미타, 미륵, 비로자나와 같은 불교 인물상과 함께 나라야나와 카필라를 왕으로 묘사한 예술을 볼 수 있다.
중국 불교에서는 붓다가 야크샤 카필라와 데바의 15명의 딸들에게 중국의 수호자가 되라고 지시했다.

## 저술
다음은 카필라가 저술한 작품들로, 일부는 소실되어 다른 작품에서 언급되면서 알려져 있으며, 몇몇은 도서관에 미출판 원고로 존재한다:
- 만바디 슈라다 - 루드라데바의 파카야즈냐 프라카사에서 언급됨.
- 드리스탄타라 요가 - 시단타사라라고도 불리며 마드라스 동양 필사본 도서관에 소장.
- 카필라냐야바사 - 알베루니의 저작에 언급됨.
- 카필라 푸라나 - 수타삼히타와 카빈드라차리야가 언급함. 바라나시 사라비바바나 도서관에 소장.
- 카필라 삼히타 - 같은 이름의 두 가지 작품이 있다. 하나는 바가바타타트파랴니르나야와 비라미트로다야의 삼스카라스에서 인용된 삼히타이다. 다른 하나는 오리사의 순례지를 자세히 설명하는 삼히타이다.
- 카필라수트라 - 상키야 프라바차나 수트라와 타트바사마사수트라라는 두 권의 책을 합쳐 카필라수트라라고 한다. 바스카라라야는 그의 저서 사우바갸-바스카라에서 이들을 언급한다.
- 카필라 스토트라 - 바가바타 마하푸라나 제3권 25장에서 33장까지를 카필라 스토트라라고 한다.
- 카필라 스므리티 - 구루만달 출판사의 스므리티 모음집인 스므리티-산다르바에 소장.
- 카필로파니샤드 - 아난다스라마 목록 4067번(아난다스라마 4067)에 언급됨.
- 카필라 기타 - 드리스탄타사라 또는 시단타사라라고도 불림.
- 카필라 판차라트라 - 마하 카필라 판차라트라라고도 불림. 라구난다나가 삼스카라 마유카에서 인용함.

카필라의 작품을 언급하는 아유르베다 서적은 다음과 같다:
1. 바그바타는 수트라스타나에서 카필라의 견해를 언급한다.
2. 니찰라카라는 치키차 상그라하 주석에서 카필라의 견해를 언급한다.
3. 아유르베다디피카에서 카필라의 견해가 인용된다.
4. 카빈드라차리야 목록 987번에는 카필라 시단타 라사야나라는 책이 언급된다.
5. 헤마드리는 아슈탕가흐라다야(16절)의 주석 아유르베다 라사야나에서 카필라의 견해를 인용한다.
6. 사르바다르사나삼그라하(Sarva-darśana-saṃgraha)는 라세스와라 철학 학파에 대한 카필라의 견해를 언급한다.

## 의의
상키야 학파의 창시자인 카필라는 힌두 철학의 다양한 학파에서 매우 존경받는 현자였다. 아드바이타 베단타 학자인 가우다파다 (서기 500년경)는 그의 바샤에서 카필라를 사나카, 사난다, 사나타나, 아수리, 보두, 판차시카와 함께 7대 현자 중 한 명으로 불렀다. 요가 학파 학자인 파탄잘리는 그의 요가수트라-바샤에서 카필라를 "원초의 현자, 또는 아는 자"라고 썼다. 불교 자료들은 카필라바스투 도시가 카필라를 기리기 위해 건설되었다고 언급한다. 붓다는 카필라바스투에서 태어났고, 그의 생애 첫 29년을 이곳에서 보냈다.

## 같이 보기
- 프라흘라다
- 나라다
- 비야사
- 바크티 요가
- 상키야 학파
- 고대 미틸라 대학
- 카필라 티르탐
- 카필레스와르 사원, 비하르
- 카울 마을
- 칼라야트

### 설명주
1. ↑  카필라의 역사성은 논쟁 중이다. 여러 학자들은 그가 전적으로 신화적 인물이라고 주장한다.
2. ↑  dashAnAmekaM kapilaM samAnaM taM hinvanti kratavepAryAya

garbhaM mAtA sudhitaM vakSaNAsvavenantantuSayantI bibharti[19]
그리피스 번역:

열 중 하나, 황갈색의 것, 그들은 최종 목적을 수행하기 위해 공동으로 보낸다.
 어머니는 고귀한 형태의 아기를 품에 안고 달래며 아기는 알지 못한다.[20]
3. ↑  차크라바르티의 저서에서 인용: 이 카필레야는 카필라의 부족이지만, 원래의 카필라가 누구였는지는 알 수 없다. 본문에서 더 이상의 자료를 제공하지 않기 때문이다. 야주르베다의 샤카에 관한 그의 논문에서, 라구비라 박사는 아리아바르타에 위치한 카필라 샤카 하나를 소개한다. 그러나 해당 지파와 관련이 있는 카필라에 대해서는 다른 어떤 것도 알지 못한다. 또한 리그베다의 킬라스에서는 다른 현자들과 함께 한 카필라가 언급된다. 그러나 이 모든 카필라에 대한 설명은 매우 미미하여 상키야 카필라의 베다에 대한 태도를 논의하는 데 큰 의미가 없다. 상키야는 베다 희생제를 맹렬히 비판하지만, 그렇다고 해서 베다의 타당성을 완전히 무시하지는 않는다. 만약 그렇다면, 그것은 분명히 나스티카 철학의 범주에 속하게 될 것이고, 정통적인 사상에 그렇게 큰 영향을 미칠 수 없었을 것이다. 정통 문헌의 대부분의 지류들이 상키야를 다소 칭찬으로 가득 채우고 있음은 잘 알려져 있기 때문이다.[22]
4. ↑  각 베다의 파리시스타는 베다 이후에 편찬되었다.[23] 아타르바베다는 기원전 1000년경에 편찬된 것으로 추정된다.[21]
5. ↑  베다 경전에서 아수라는 영적 또는 신성한 존재를 의미한다.[37] 나중에 아수라의 의미는 데바와 대조된다.[38]
6. ↑  
바우다야나 다르마 수트라, 프라스나 II, 아디야야 6, 칸디카 11, 구절 1부터 34:

14. 은자는 비카나스에 의해 선포된 규범에 따라 자신의 행위를 전적으로 규제하는 자이다.(...)

28. 이 문제와 관련하여 그들은 또한 (다음 구절을) 인용한다: '과연 아수라, 프랄라다의 아들인 카필라라는 이름의 아수라가 있었다. 신들과 싸우면서 그는 이러한 구분을 만들었다. 현명한 사람은 그들을 주의 깊게 듣지 말아야 한다.'[39]
7. ↑  바우다야나 다르마수트라 프라스나 II, 아댜야 6, 칸디아카 11, 구절 26부터 34는 바이카나사들에게 베다의 희생 의식 작업을 중단하도록 권한다.[40]
8. ↑  p. 49–51에서 인용: 물론, 판차탄트리카는 무니와 파라마리시로 지정되고 나라야나와 동일시되기까지 한 카필라에게 명예로운 자리를 부여했다. 그러나 철학의 가장 오래된 체계 중 하나인 아수라 계열 카필라의 원래 개념은 현재 비문에 보존되어 있다. (...) 루파마난다와 아파라지티프리차의 신에 대한 설명은 카필라 대신 여성 얼굴을 언급하여 학자들을 당황하게 했다. 이와 관련하여, 마하바라타에서 아수리의 제자인 판차시카가 카필레야라고 불렸다는 점을 지적할 수 있다. 그는 브라만 여성인 카필라의 젖을 먹고 자랐기 때문에 그렇게 이름 붙여졌다. 차토파드야야에 따르면, "우리는 판차시카에게 젖을 먹이는 카필라의 이야기를 비유적인 의미로 받아들여야 하며, 그렇게 한다면 이 신화는 상키야 시스템의 원래 여성 스승의 이야기를 암시할 수 있다."[41]
9. ↑  마하바라타의 삼바바 파르바 65장에는 다음과 같이 명시되어 있다: "오 사람 중의 호랑이이자 바라타족의 왕자여, 닥샤의 딸들은 아디티, 디티, 다누, 칼라, 다나유, 신히카, 크로다, 프라다, 비스와, 비나타, 카필라, 무니, 카두루이다... 푸라나에 명시된 대로 브라흐마나, 소, 간다르바, 압사라스는 카필라에게서 태어났다."[47][48]

### 참조주
1. ↑  “Brahma Vaivarta Purana - English Translation - All Four Kandas”. January 2003.
2. 1 2  James G. Lochtefeld (2002). 《The Illustrated Encyclopedia of Hinduism: A-M》. The Rosen Publishing Group. 350쪽. ISBN 978-0-8239-3179-8. 2020년 3월 16일에 원본 문서에서 보존된 문서. 2020년 2월 28일에 확인함.
3. 1 2  Kapila 보관됨 16 11월 2015 - 웨이백 머신 Encyclopædia Britannica (2014)
4. 1 2  www.wisdomlib.org (2019년 1월 28일). “Story of Kapila”. 《www.wisdomlib.org》 (영어). 2022년 8월 8일에 확인함.
5. 1 2 3  Editors of Encyclopædia Britannica (1998). 《The New Encyclopædia Britannica》. Encyclopædia Britannica. 731쪽. ISBN 978-0-85229-633-2. 2017년 4월 16일에 원본 문서에서 보존된 문서. 2016년 10월 11일에 확인함., Quote:"Kapila (fl. 550 BC), Vedic sage and founder of the system of Samkhya, one of the six schools of Vedic philosophy."
6. 1 2  Guida Myrl Jackson-Laufer (1994). 《Traditional Epics: A Literary Companion》. Oxford University Press. 321쪽. ISBN 978-0-19-510276-5. 2016년 12월 23일에 원본 문서에서 보존된 문서. 2016년 10월 11일에 확인함., 인용: "카필라는 베다 현자(기원전 550년경)이자 베다 철학의 상키야 학파 창시자이다.";
John Haldane; Krishna Dronamraju (2009). 《What I Require From Life》. Oxford University Press. 225쪽. ISBN 978-0-19-923770-8. 2017년 4월 16일에 원본 문서에서 보존된 문서. 2016년 10월 11일에 확인함.
7. 1 2 3  Arti Dhand (2009). 《Woman as Fire, Woman as Sage》. State University of New York Press. 41–42쪽. ISBN 978-0-7914-7988-9. 2017년 4월 16일에 원본 문서에서 보존된 문서. 2016년 10월 11일에 확인함.
8. 1 2 3 4 5  Max Muller et al. (1999 Reprint), Studies in Buddhism, Asian Educational Services, ISBN 81-206-1226-4, pages 9–10
9. ↑  W. Woodhill Rockhill (2000 Reprint), The Life of the Buddha and the Early History of His Order, Routledge, ISBN 978-1-136-37937-6, pages 11–19
10. ↑  Knut A. Jacobsen (2013). 《Pilgrimage in the Hindu Tradition: Salvific Space》. Routledge. 114–115쪽. ISBN 978-0-415-59038-9. 2020년 1월 19일에 원본 문서에서 보존된 문서. 2016년 10월 11일에 확인함.
11. 1 2  Hemacandra (1998). 《The Lives of the Jain Elders》. 번역 Fynes, R. C. C. Oxford University Press. 144–146, Canto Seven, verses 1–19쪽. ISBN 978-0-19-283227-6. 2020년 1월 11일에 원본 문서에서 보존된 문서. 2016년 10월 11일에 확인함.
12. 1 2 3  PT Raju (1985), Structural Depths of Indian Thought, State University of New York Press, ISBN 978-0-88706-139-4, page 304
13. ↑  Burley, M. (2009). 《Kapila: Founder of Samkhya and Avatara of Visnu (with a Translation of Kapilasurisamvada). By Knut A. Jacobsen.》. 《The Journal of Hindu Studies》 2 (Oxford University Press). 244–246쪽. doi:10.1093/jhs/hip013.
14. ↑  A. L. Herman (1983). 《An Introduction to Buddhist Thought: A Philosophic History of Indian Buddhism》. University Press of America. 178쪽. ISBN 978-0-8191-3595-7. 2017년 4월 16일에 원본 문서에서 보존된 문서. 2016년 10월 11일에 확인함.
15. ↑  Kapila (James Robert Ballantyne, Translator, 1865), The Sāmkhya aphorisms of Kapila - 구글 도서, pages 156–157
16. ↑  Max Muller et al. (1999 Reprint), Studies in Buddhism, Asian Educational Services, ISBN 81-206-1226-4, page 10 with footnote
17. ↑  Chakravarti, Pulinbihari (1951). 《Origin and Development of the Sāṃkhya System of Thought》 (PDF). Oriental Books Reprint Corporation: exclusively distributed by Munshinam Manoharlal Publishers. 6쪽. 2016년 8월 22일에 원본 문서 (PDF)에서 보존된 문서. 2016년 8월 9일에 확인함.
18. 1 2 3 4 5 6  Larson, Gerald James; Potter, Karl H.; Bhattacharya, Ram Shankar (1987). 《The Encyclopedia of Indian Philosophies: Sāṃkhya, Volume 4 of The Encyclopedia of Indian Philosophies》. Princeton University Press, (Reprint: Motilal Banarsidass). 109쪽. ISBN 978-0-691-60441-1.
19. ↑  “Rig Veda (Sanskrit): Text - IntraText CT”. 2016년 8월 26일에 원본 문서에서 보존된 문서. 2016년 8월 10일에 확인함.
20. ↑  “Rig Veda (Griffith tr.): Text - IntraText CT”. 2016년 8월 26일에 원본 문서에서 보존된 문서. 2016년 8월 10일에 확인함.
21. 1 2  Michael Witzel (2003), "Vedas and Upaniṣads", in The Blackwell Companion to Hinduism (Editor: Gavin Flood), Blackwell, ISBN 0-631-21535-2, pages 68–70
22. ↑  Chakravarti, Pulinbihari (1951). 《Origin and Development of the Sāṃkhya System of Thought》 (PDF). Oriental Books Reprint Corporation: exclusively distributed by Munshinam Manoharlal Publishers. 7쪽. 2016년 8월 22일에 원본 문서 (PDF)에서 보존된 문서. 2016년 8월 9일에 확인함.
23. ↑  Moriz Winternitz; V. Srinivasa Sarma (1996). 《A History of Indian Literature》. Motilal Banarsidass. 261–262쪽. ISBN 978-81-208-0264-3. 2016년 7월 8일에 원본 문서에서 보존된 문서. 2016년 10월 11일에 확인함.
24. ↑  Müller, F.Max (2012). 《The Upanishads, Part 2》. Courier Corporation. xxxviii-xli쪽. ISBN 978-0-486-15711-5.
25. ↑  George M. Williams (2008). 《Handbook of Hindu Mythology》. Oxford University Press. 181쪽. ISBN 978-0-19-533261-2.
26. ↑  Söhnen-Thieme, Renate; Söhnen, Renate; Schreiner, Peter (1989). 《Brahmapurāṇa, Volume 2 of Purāṇa research publications, Tübingen》. Otto Harrassowitz Verlag. 9–10쪽. ISBN 3-447-02960-9. 2019년 12월 22일에 원본 문서에서 보존된 문서. 2016년 8월 10일에 확인함.
27. ↑  Söhnen-Thieme, Renate; Söhnen, Renate; Schreiner, Peter (1989). 《Brahmapurāṇa, Volume 2 of Purāṇa research publications, Tübingen》. Otto Harrassowitz Verlag. 234–235쪽. ISBN 3-447-02960-9. 2019년 12월 22일에 원본 문서에서 보존된 문서. 2016년 8월 10일에 확인함.
28. ↑  Söhnen-Thieme, Renate; Söhnen, Renate; Schreiner, Peter (1989). 《Brahmapurāṇa, Volume 2 of Purāṇa research publications, Tübingen》. Otto Harrassowitz Verlag. 22, 141–142쪽. ISBN 3-447-02960-9. 2019년 12월 22일에 원본 문서에서 보존된 문서. 2016년 8월 10일에 확인함.
29. ↑  Jacobsen, Knut A. (2008). 《Kapila, Founder of Sāṃkhya and Avatāra of Viṣṇu: With a Translation of Kapilāsurisaṃvāda》. New Delhi: Munshiram Manoharlal. 9–25쪽. ISBN 978-81-215-1194-0.
30. 1 2 3 4  Sheridan, Daniel (1986). 《The Advaitic Theism of the Bhagavata Purana》. Columbia, Mo: South Asia Books. 42–43쪽. ISBN 81-208-0179-2. 2017년 2월 15일에 원본 문서에서 보존된 문서. 2016년 10월 11일에 확인함.
31. ↑  Sen, Gunada Charan (1986). 《Srimadbhagavatam: A Concise Narrative》. Munshiram Manoharlal Publishers. 26–28쪽. ISBN 81-215-0036-2.
32. ↑  Wilson, H.H (1961). 《The Vishnu Purana》. Рипол Классик. 108쪽. ISBN 5-87618-744-5.
33. ↑  Dalal, Roshen (2014). 《Hinduism--An Alphabetical Guide》. Penguin, UK. ISBN 978-81-8475-277-9.
34. 1 2 3  “The Vishnu Purana: Book IV: Chapter XIX”. 2016년 5월 12일에 원본 문서에서 보존된 문서. 2016년 8월 9일에 확인함.
35. 1 2  Daniélou, Alan (1991). 《The Myths and Gods of India: The Classic Work on Hindu Polytheism from the Princeton Bollingen Series》. Inner Traditions / Bear & Co. 183쪽. ISBN 0-89281-354-7.
36. ↑  Sarmah, Taneswar (1991). 《Bharadvājas in Ancient India》. Motilal Banarsidass Publ. 61쪽. ISBN 81-208-0639-5.
37. 1 2 3  Jan E. M. Houben; Karel Rijk van Kooij (1999). 《Violence Denied: Violence, Non-Violence and the Rationalization of Violence in South Asian Cultural History》. BRILL. 131–132, 143쪽. ISBN 90-04-11344-4. 2020년 1월 12일에 원본 문서에서 보존된 문서. 2016년 10월 11일에 확인함.
38. ↑  Jeaneane D Fowler (2012), The Bhagavad Gita, Sussex Academic Press, ISBN 978-1-84519-346-1, pages 253–262
39. ↑  Georg Bühler (1898). “The sacred laws of the Aryas : as taught in the schools of Apastamba, Gautama, Vasishtha and Baudhayana”. 《Internet Archive》. The Christian Literature Company. 256–262 (verses II.6.11.1–34)쪽. 2016년 3월 19일에 원본 문서에서 보존된 문서. 2016년 8월 9일에 확인함.
40. 1 2  Georg Bühler (1898). “The sacred laws of the Aryas : as taught in the schools of Apastamba, Gautama, Vasishtha and Baudhayana”. 《Internet Archive》. The Christian Literature Company. 2016년 3월 19일에 원본 문서에서 보존된 문서. 2016년 8월 9일에 확인함.
41. ↑  Chaturvedi, S.N. (1985). 《The Vaikuṇtha image and the Khajurāho inscription of Yaśovarmmadeva》. 《Journal of the Indian Society of Oriental Art》 14 (Indian Society of Oriental Art). 49–51쪽.
42. 1 2 3 4  T.A.Gopinatha, Rao (1993). 《Elements of Hindu iconography》. Motilal Banarsidass. 247–248쪽. ISBN 81-208-0878-9.
43. ↑  Ānandavardhana; Ingalls, Daniel Henry Holmes (1990). 《Locana: Volume 49 of The Dhvanyāloka of Ānandavardhana with the Locana of Abhinavagupta》. Harvard University Press. 694쪽. ISBN 0-674-20278-3.
44. ↑  Malla, Bansi Lal (1996). 《Vaiṣṇava Art and Iconography of Kashmir》. Abhinav Publications. 20쪽. ISBN 81-7017-305-1.
45. ↑  Misra, Ram Nath (1981). 《Yaksha cult and iconography》. Munshiram Manoharlal. 6, 22쪽.
46. ↑  Dikshitar, V.R.Ramachandra (1995). 《The Purana Index: Volume I (from A to N)》. Motilal Banarsidass. 314쪽.
47. 1 2  “The Mahabharata, Book 1: Adi Parva: Sambhava Parva: Section LXV”. 2016년 6월 18일에 원본 문서에서 보존된 문서. 2016년 8월 9일에 확인함.
48. ↑  “The Mahabharata, Volume I., Book 1-3 by Kisari Mohan Ganguli”. 2016년 8월 27일에 원본 문서에서 보존된 문서. 2016년 8월 9일에 확인함.
49. ↑  Easy Bhagavada Gita  Chapter Two. Retrieved on 18 January 2024.
50. ↑  Shrimad Bhagwatam. Canto Three, Chapter 25. Retrieved on 18 January 2022.
51. ↑  von Glasenapp 1999, 287쪽.
52. ↑  Āryaśūra (2009). 《Garland of the Buddha's Past Lives》. 번역 Meiland, Justin. New York University Press. 172, 354쪽. ISBN 978-0-8147-9581-1. 2019년 12월 19일에 원본 문서에서 보존된 문서. 2016년 10월 11일에 확인함.
53. ↑  Aiyangar Narayan. 《Essays On Indo-Aryan Mythology》. Asian Educational Services. 472쪽. ISBN 978-81-206-0140-6. 2020년 1월 28일에 원본 문서에서 보존된 문서. 2016년 10월 11일에 확인함.
54. ↑  JF Fleet (1906). 《Journal of the Royal Asiatic Society of Great Britain and Ireland》. Cambridge University Press. 164쪽. 2017년 11월 5일에 원본 문서에서 보존된 문서. 2016년 10월 11일에 확인함.
55. ↑  P. 269 Introduction to Buddhist art By Chikyō Yamamoto
56. ↑  Edkins, Joseph (2013). 《Chinese Buddhism: A Volume of Sketches, Historical, Descriptive and Critical》. Routledge. 39쪽. ISBN 978-1-136-37881-2. 2019년 12월 19일에 원본 문서에서 보존된 문서. 2019년 8월 18일에 확인함.
57. 1 2  Larson, Gerald James; Potter, Karl H.; Bhattacharya, Ram Shankar (1987). 《The Encyclopedia of Indian Philosophies: Sāṃkhya, Volume 4 of The Encyclopedia of Indian Philosophies》. Princeton University Press, (Reprint: Motilal Banarsidass). 108쪽. ISBN 978-0-691-60441-1.
58. ↑  “K Definitions”. 《Eastern Spirituality》 (영국 영어). 2021년 6월 16일에 확인함.